# Деде Косвара
Деде Косвара (Индонезия, 1971 год — там же, 30 января 2016 года) по прозвищу «Человек-дерево» — гражданин Индонезии, известный как один из немногих людей в мире, у которых была диагностирована бородавчатая эпидермодисплазия.
По словам нескольких врачей, таких как Энтони Гаспари, специалиста по дерматологии, иммунологии и кожной аллергии в Университете штата Мэриленд, «вероятность наличия этого дефекта составляет менее одного на миллион». Деде стал известен в ноябре 2007 года, после того как в интернете был показан видеоролик, в котором рассказывалось о поражении странной болезнью. Его история появилась на канале Discovery в сериале TLC «Моя шокирующая история» в эпизоде «Получеловек — полудерево». 12 августа 2008 года история Деде Косвары была показана в эпизоде сериала ABC «Медицинская тайна» под названием «Человек-дерево».
26 августа 2008 года Деде вернулся в свою резиденцию после операции по удалению 6 килограммов бородавок на своем теле. Операция состояла из трёх этапов: удаление толстого слоя бородавок и массивных рогов на руках, удаление мельчайших бородавок на голове, туловище и ногах и покрытие рук привитой кожей. Однако после этих вмешательств болезнь вернулась и проявилась на всех частях тела. После этого Деде снова перенёс несколько операций.
Он умер в возрасте 45 лет , 30 января 2016 года, около 03:30 WIB (время в Индонезии) в больнице им. Хасана Садыкина в Бандунге, от осложнений, связанных с его состоянием, от которых он страдал более 20 лет.